# Sinningia aggregata
Sinningia aggregata là một loài thực vật có hoa trong họ Tai voi. Loài này được (Ker Gawl.) Wiehler miêu tả khoa học đầu tiên năm 1975.